# Oliver Roggisch
Oliver Roggisch (ur. 25 sierpnia 1978 roku w Villingen-Schwenningen) – niemiecki piłkarz ręczny, reprezentant kraju. Gra na pozycji kołowego. Obecnie występuje w niemieckiej Bundeslidze, w drużynie Rhein-Neckar Löwen. W 2007 roku zdobył złoty medal na Mistrzostwach Świata. W kadrze narodowej zadebiutował w 2002 roku.

## Kluby
- TuS Schuterwald
- Frisch Auf Göppingen
- TUSEM Essen
- SC Magdeburg
- Rhein-Neckar Löwen

## Sukcesy

### Puchar EHF
- (2005, 2007)

### Puchar DHB
- (2003)

### Mistrzostwa Świata
- (2007)

### Mistrzostwa Niemiec
- (2009)